# Koșiv, Tetiiv
Koșiv (în ucraineană Кошів) este localitatea de reședință a comunei Koșiv din raionul Tetiiv, regiunea Kiev, Ucraina.

## Demografie
Componența lingvistică a localității Koșiv
     Ucraineană (99,69%)
     Alte limbi (0,3%)
Conform recensământului din 2001, majoritatea populației localității Koșiv era vorbitoare de ucraineană (99,69%), existând în minoritate și vorbitori de alte limbi.